# سيلفان ديبلاس
سيلفان ديبلاس (بالفرنسية: Sylvain Deplace)‏ (4 يناير 1972 في ليون) لاعب كرة قدم فرنسي معتزل كان يجيد اللعب في خط الوسط .
بدأ ديبلاس مسيرته الرياضية في نادي ليون سنة 1991 ثم انتقل إلى نادي مونبلييه سنة 1997 ثم انتقل إلى نادي غينغان سنة 1998 ثم انتقل إلى نادي مارتيغ سنة 2001 وقرر اعتزال لعب كرة القدم بشكل نهائي في سنة 2002 .

## وصلات خارجية
- سيلفان ديبلاس على موقع رابطة كرة القدم الفرنسية للمحترفين (الإنجليزية)
- سيلفان ديبلاس على موقع قاعدة بيانات كرة القدم.إي يو (الإنجليزية)